# راهسرا (فیلم)
«راهسرا» (انگلیسی: Tourist Home (film)) یک فیلم است که در سال ۲۰۱۳ منتشر شد.